# Stazione di Pescara Porta Nuova
La stazione di Pescara Porta Nuova è una stazione ferroviaria delle linee Adriatica e Roma-Pescara, a servizio del quartiere Portanuova di Pescara, del quale costituisce uno dei quattro scali ferroviari presenti e gestiti da Rete Ferroviaria Italiana.

## Storia

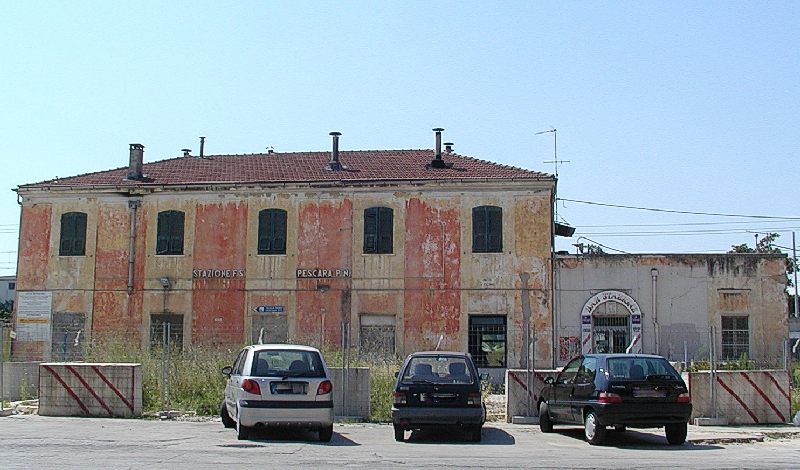
Il vecchio fabbricato viaggiatori della stazione

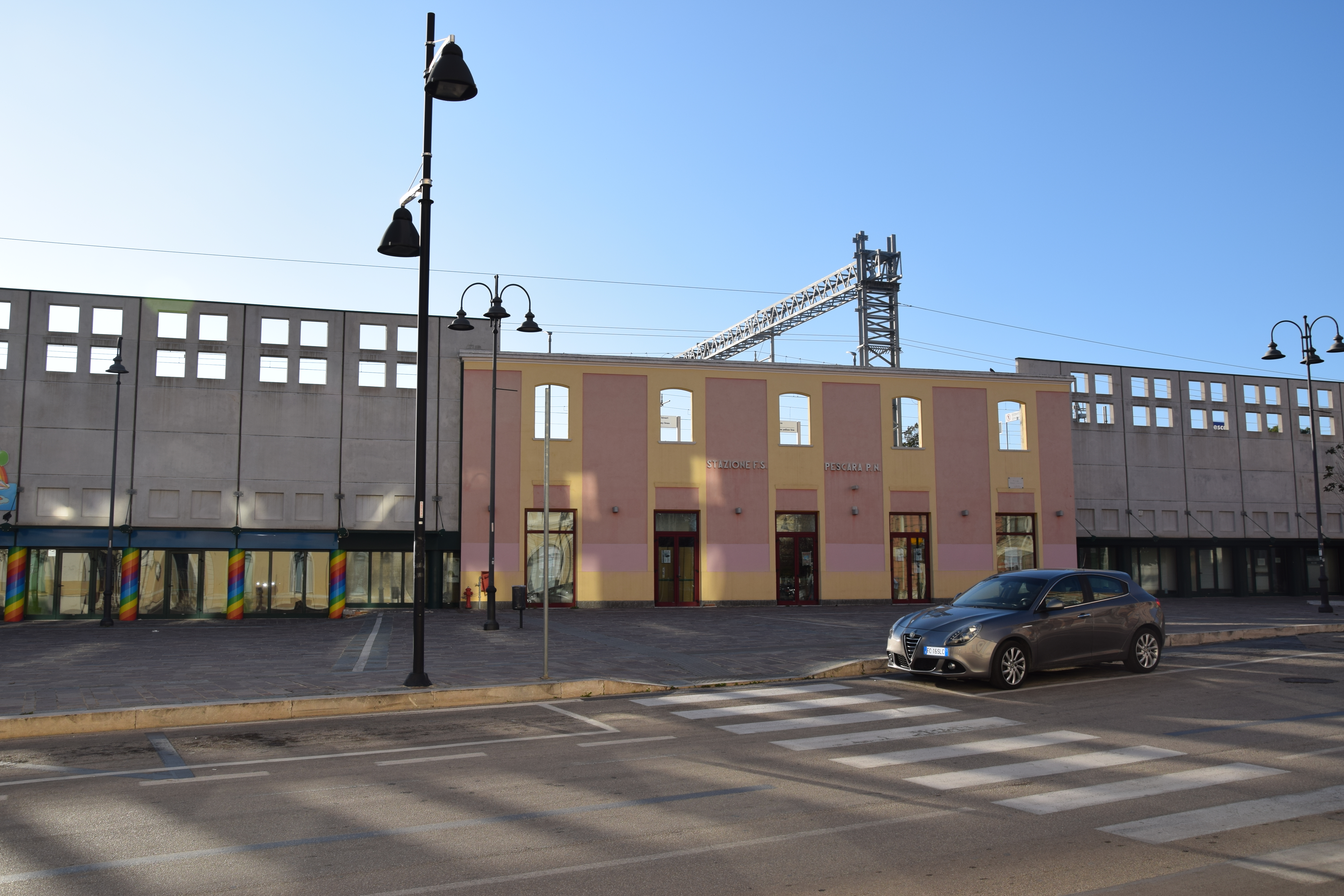
La facciata superstite della vecchia stazione.

Nata nel 1883 come piccola stazione per il trasporto locale, è il secondo scalo per importanza dopo la stazione di Pescara Centrale.
Fino al 1927 era denominata semplicemente Pescara in quanto ubicata nel vecchio comune di Pescara, posto a sud del fiume, contrapposto a Castellammare Adriatico, sito a nord del fiume. 
Il 15 gennaio 2008 è stato completato il nuovo fabbricato viaggiatori su progetto originariamente elaborato, ma poi modificato profondamente in corso d'opera, dall'architetto spagnolo Oriol Bohigas e costato dieci milioni di euro. L'originario edificio versava in stato di degrado e pertanto è stato abbattuto lasciando, però, la vecchia parte frontale dell'edificio come elemento della nuova costruzione.
L'opera è stata portata avanti nell'ambito della riqualificazione generale dell'area, in passato sede di attività industriali, e sempre lo stesso progettista ha curato la realizzazione di altri edifici del quartiere.

## Strutture e impianti
Il piazzale ferroviario si compone di quattro binari. Il primo e il secondo passanti per la linea adriatica, mentre il terzo e il quarto danno inizio alla ferrovia Roma-Pescara.
Nel dicembre 2018 si sono conclusi i lavori di potenziamento dello scalo metropolitano per favorire l'innalzamento della velocità sulla tratta adriatica, con la realizzazione di tre marciapiedi a standard europeo, pensiline e sottopassaggi pedonali.
La stazione dispone di un parcheggio sotterraneo da 350 posti auto.

## Movimento
La stazione è servita da treni regionali di Trenitalia e Trasporto Unico Abruzzese nell'ambito del contratto di servizio stipulato con la regione Abruzzo.

## Servizi
- Biglietteria self-service
- Annuncio sonoro di arrivo e partenza dei treni
- Sottopassaggio pedonale[9]
- Parcheggio per auto

## Interscambi
- Fermata autobus urbani